# Jegunovce
Jegunovce (makedonsky: Јегуновце) je jedna z větších vesnic v Položském regionu v Severní Makedonii. Nachází se zhruba 15 km severovýchodně od města Tetovo. Zároveň je vesnice centrem opštiny Jegunovce. 

## Historie
Jegunovce se rozrostlo z vesnice na menší město po druhé světové válce, kdy jugoslávská vláda pod vedením Josipa Broze Tita postavila v blízkosti vesnice železo výrobnu (vyrábějící hlavně chrom). Továrna se jmenovala Jugohrom a byla jednou z největších zaměstnavatelů v Jugoslávii. V roce 2002 byla továrna přejmenována na Silmak a v roce 2006 byla trvale uzavřena. V roce 2009 byla během světové finanční krize znovuotevřena. 

## Demografie
Podle sčítání obyvatel v roce 2002 ve vesnici žije celkem 846 obyvatel a žijí zde tato etnika:
- Makedonci – 804
- Srbové – 13
- Rumuni – 21
- ostatní – 8

## Sporty
Ve městě je aktivní fotbalový klub FK Jugohrom. 